# مضياء معياري

توزيع القدرة الطيفية للمضياء المعياري A و B وC الذي وضعته هيئة الإضاءة الدولية وذلك ضمن مجال يتراوح بين 380 نانومتر و 780 نانومتر.

المضياء المعياري (بالإنجليزية: standard illuminant)‏ : هو طيف الضوء المرئي الذي نشرته هيئة الإضاءة الدولية لتسمح بتسجيل الألوان والصور تحت شروط الإضاءة المختلفة ليمكن مقارنتها لاحقا.
فمن أجل حساب قيم الحفز الثلاثي من قيم الانعكاس المقاسة، سنحتاج إلى توزيع طاقة المنبع الضوئي المستخدم في مضاهاة لون العينات. إذا استخدمت قيم حفز ثلاثية لتحديد لون ما، فيجب استخدام مجموعة قيم معيارية للتوزيع الطيفي، فمجموعة القيم المختلفة للتوزيع الطيفي ستعطي قيم حفز ثلاثية مختلفة لنفس العينة.
{\displaystyle X=\sum E(\lambda )\,{\overline {x}}(\lambda )\,d\lambda }
{\displaystyle Y=\sum E(\lambda )\,{\overline {y}}(\lambda )\,d\lambda }
{\displaystyle Z=\sum E(\lambda )\,{\overline {z}}(\lambda )\,d\lambda }
حيث:
X، Y، Z هي قيم الحفز الثلاثي.
Eλ هي قدرة المنبع الضوئي عند طول الموجة λ.
{\displaystyle {\overline {z}}(\lambda )}، {\displaystyle {\overline {y}}(\lambda )}، {\displaystyle {\overline {x}}(\lambda )}
إذا أردنا أن نتأكد من صحة لون عينة ما، فمن الأفضل اختبارها باستخدام شكل واحد من ضوء النهار (حيث يختلف ضوء النهار من منطقة إلى أخرى على الكرة الأرضية)، ومن ضوء التنغستن، ومن الأنبوب اللصفي (Fluorescent tube). وقد ميزت هيئة الإضاءة الدولية بين المنبع الضوئي والمضياء. فالمنبع الضوئي هو مصدر فيزيائي للضوء، مثل الشمس والمصابيح، بينما يشير مصطلح مضياء إلى توزيع قدرة طيفية خاص. وبالتالي يمكن توصيف المضياء مسبقًا، ولكن قد لا يمكننا تصنيعه عمليًا.
إن أي عينة ذات لون مرض عند النظر إليها تحت أي من هذه الأضواء الثلاثة ستكون مرضية غالبا إذا نظر إليها تحت أي نوع آخر من المنابع الضوئية. ومن أجل توحيد المعايير يجب استخدام أقل عدد من المضياء. وفي عام 1931 أصبحت الأنابيب اللصفية غير مهمة، وحددت هيئة الإضاءة الدولية ثلاثة مضياء معيارية كالآتي:

## المضياء المعياري A لهيئة الإضاءة الدولية
يمثل المضياء A مشعا لجسم أسود عند درجة الحرارة المطلقة 2857 كلفن. يمكن الحصول على المنبع الضوئي A باستخدام مصباح مملوء بالغاز ذو شعيرة من التنغستن يعمل عند درجة حرارة لونية 2857 كلفن. ويمكن الحصول على تقارب جيد بين توزيع القدرة الطيفية للمنبع الضوئي A والمضياء A باستخدام مصباح معاير.
حددت هيئة الإضاءة الدولية المضياء المعياري A بثلاث أمور:

## المضيئات المعيارية B و C لهيئة الإضاءة الدولية
تحاكي المضيئات B و C ضوء النهار. وهي مشتقة من المضياء A باستخدام مرشح مائع. يمثل المضياء B ضوء الشمس عند الظهيرة، وهو ذو درجة حرارة لونية مترابطة حوالي 4874 كلفن، في حين أن المضياء C يمثل متوسط ضوء النهار بدرجة حرارة لونية مترابطة حوالي 6774 كلفن. وهذه المضيئات رديئة وبعيدة نوعا ما عم المنابع الضوئية المعروفة مما انقص من قيمتها مقارنة للمضيئات D.

## مجموعة المضيئات D

توزيع القدرة الطيفية النسبي للمضياء D وللجسم الأسود ذوي درجة الحرارة اللونية نفسها (باللون الأحمر)، مدمجين عند 560 نانومتر

ابتكرت مجموعة المضيئات D من أجل تمثيل ضوء النهار الطبيعي. من الصعب إنتاج منبع ضوئي يحاكي هذا المضياء، ولكن من السهل توصيفه رياضيا.
قيس توزيع القدرة الطيفية لضوء النهار في أماكن مختلفة (بود من مجلس البحث الوطني في كندا في أوتاوا، وكونديت وغروم من شركة إيستمان كوداك في روتشيستير، في نيويورك، وهندرسون وهودكيس من شركة ثورن إلكتريكال إندستريز في إنفيلد في شمالي مدينة لندن.) من 330 إلى 700 نانومتر لحوالي 662 عينة. قام هؤلاء بتحلل العينات ووجدوا أن الإحداثيات اللونية (x,y) مرتبطة بالعلاقة:
{\displaystyle y=2.870x-3.000x^{2}-0.275}.

## اقرأ أيضاً
- نقطة بيضاء